# Conrad Ier (duc de Bavière)
Pour les articles homonymes, voir Conrad Ier.
Conrad Ier de Bavière (Conrad de Bonnegau ou de Zutphen), (né vers 1020 – 5 décembre 1055), fut seigneur de Zutphen (Conrad Ier) de 1033 à 1042 et duc de Bavière de 1049 à 1053. Il était fils de Luidolf de Lotharingie, seigneur de Zutphen, et de Mathilde de Hammerstein.

## Biographie
Du fait de son ascendance, Conrad aspirait au trône impérial. En effet, sa grand-mère paternelle était fille de l'empereur Otton II. Déjà en 1002 (à la mort d'Otton III), puis en 1024 (à la mort d'Henri II), Ezzo de Lotharingie, le grand-père de Conrad avait revendiqué la couronne impériale, en vain. En 1039, à la mort de l'empereur Conrad II, la succession passa automatiquement à son fils Henri III sans que Conrad de Bonnegau puisse faire valoir ses droits. Il garda longtemps ses espérances, l'empereur n'ayant pas de fils, mais la naissance du futur Henri IV éloigna définitivement ses prétentions.
À la mort de son grand-père Ezzon, il n'hérita pas de sa charge de comte palatin de Lotharingie, qui fut confié à son oncle Otton, qui reçut en 1045 de l'empereur le duché de Souabe. Il s'ensuit une inimitié entre l'empereur Henri III et Conrad. 
En 1042, Gothelon Ier, duc de Basse-Lotharingie, revendique le Hamaland, en tant que sœur de la comtesse Ermengearde, veuve d'Otton Ier de Hammerstein, qui vient de mourir. L'empereur Henri III retire alors Zutphen à Conrad en 1042. En 1046, Godefroy II, duc de Basse-Lotharingie, fils et successeur de Gothelon se révolte contre l'empereur. Henri III lui retire alors ses domaines, et donne Zutphen à Gottschalk de Twente, marié à une sœur de Conrad. 
Après 18 mois de vacances consécutifs à la mort de Henri VII de Luxembourg pendant lesquels l'empereur administre  directement une seconde fois le duché de Bavière ce dernier est attribué à Conrad le 2 février 1049 en compensation de la perte de Zutphen. L'avantage de cette nomination, pour l'empereur, était d'écarter Conrad et sa famille des régions rhénanes et du trône. Mais Conrad contrecarra ces projets en épousant Judith de Schweinfurt, fille de Otton III de Schweinfurt duc de Souabe. Henri III s'oppose à ce mariage, ce qui pousse Conrad à la révolte. Il s'allie avec Welf III d'Altdorf duc de Carinthie et André Ier de Hongrie mais abandonné par Welf, le duché de Bavière est saisi et Conrad s'enfuit en Hongrie, où il meurt en 1055. Il n'avait pas eu d'enfants. Il est inhumé dans l'église de  Sainte Mariengraden de Cologne en 1063.

## Source
- (nl) Koenraad, 1031-1042, Hertog van Beieren en heer van Zutphen.